# Elytraria shaferi
Elytraria shaferi là một loài thực vật có hoa trong họ Ô rô. Loài này được Percy Wilson mô tả khoa học đầu tiên năm 1920 dưới danh pháp Tubiflora shaferi. Năm 1934, Emery Clarence Leonard chuyển nó sang chi Elytraria.

## Phân bố
Loài bản địa Cuba.